# 太子河
太子河位于中华人民共和国辽宁省中部，发源与辽宁省东部，全长464公里，自东向西流经本溪、辽阳、鞍山，在鞍山市海城市、台安、盘山交界处注入大辽河。歷史上又稱作衍水或梁水。
相传太子丹曾藏匿于该河以躲避秦将李信的追击，故名太子河。